# 367436 Siena
367436 Siena è un asteroide della fascia principale esterna. Scoperto nel 2008, presenta un'orbita caratterizzata da un semiasse maggiore pari a 3,144124 UA e da un'eccentricità di 0,148448, inclinata di 4,083208° rispetto all'eclittica.
Fa parte della famiglia di asteroidi Hygiea.
L'asteroide è dedicato alla città di Siena.